# De pijp van Geurig Gras
De pijp van Geurig Gras is het 144ste stripverhaal van Jommeke. De reeks wordt getekend door striptekenaar Jef Nys.

## Verhaal
Op een morgen ontdekt Jommeke een wigwam in zijn tuin. Een Propere Voet rust uit na een zeer vermoeiende reis, het blijkt Trage Voet te zijn. Hij komt Jommeke en zijn vrienden halen voor een groot feest. Via de vliegende bol reizen ze naar het gebied van de Propere Voeten. Alle stammen willen de strijdbijl begraven en verbroederen. Dat is de wens van Geurig Gras. Maar de dag voor het grote feest wordt de vredespijp van Geurig Gras gestolen. De ene stam beschuldigt de andere stam. De vrede is alweer weg. Jommeke moet noodgedwongen op zoek naar de vredespijp om oorlogsdreiging te voorkomen.
Hij ontdekt dat Sterk Aambeeld een verrader is, en de vredespijp wil vernietigen. Filiberke kan dit net nog verhinderen. Doch, Jommeke en zijn vrienden worden gevangengenomen. Intussen probeert Sterk Aambeeld zijn onschuld te bewijzen, en de schuld aan de Dronken Wolven te geven. Alle stammen trekken ten strijde, ze zijn woest. Net op tijd komt de vredespijp terug boven water. Jommeke kan de verschillende stammen tegenhouden en zo kan een gevecht voorkomen worden.
Tot slot vertelt Jommeke zijn verhaal en kan Sterk Aambeeld ontmaskerd worden.